# Hospital del Henares
Hospital del Henares – stacja końcowa metra w Madrycie, na linii 7. Znajduje się w Coslada i zlokalizowana jest za stacją Henares. Została otwarta 11 lutego 2008.